# جوزيف كوستا
جوزيف كوستا (بالإنجليزية: Joseph Costa)‏ (17 يوليو 1992 بأديلايد في أستراليا - ) هو لاعب كرة قدم أسترالي في مركز الوسط. شارك مع منتخب أستراليا تحت 17 سنة لكرة القدم. أما مع النوادي، فقد لعب مع نادي أديلايد سيتي لكرة القدم ونادي أديلايد يونايتد.

## وصلات خارجية
- جوزيف كوستا على موقع عالم كرة القدم.نت (الإنجليزية)